# Dicranotropis divergens
Dicranotropis divergens är en insektsart som beskrevs av Carl Ludwig Kirschbaum 1868. Dicranotropis divergens ingår i släktet Dicranotropis och familjen sporrstritar. Inga underarter finns listade i Catalogue of Life.